# Ochotona ladacensis
Ochotona ladacensis es una especie de mamífero de la familia Ochotonidae.

## Distribución geográfica
Se encuentra en China, la India y Pakistán.